# Juan N. Méndez (kommun i Mexiko)
Juan N. Méndez är en kommun i Mexiko.   Den ligger i delstaten Puebla, i den sydöstra delen av landet, 180 km sydost om huvudstaden Mexico City. Antalet invånare är 5 223. Arean är 242 kvadratkilometer.
Terrängen i Juan N. Méndez är kuperad.
Följande samhällen finns i Juan N. Méndez:
- San Jerónimo Zoyatitlanapan
- Ánimas Guadalupe